# بيئة المناظر الطبيعية
بيئة المناظر الطبيعية (بالإنجليزية: Landscape ecology)‏، هي الدراسة التي تشمل الجيومورفولوجيا والبيئة ويتم تطبيقها على تصميم وهندسة المناظر الطبيعية، بما في ذلك الزراعة والمباني. من الناحية النظرية، تعتبر بيئة المناظر الطبيعية هي تطوير وصيانة للتنوع المكاني عند العمليات الحيوية وغير الحيوية، وإدارة هذه التنوع وعدم التجانس. الحفاظ على جودة عالية أو المناظر الطبيعية التقليدية والتنوع البيولوجي يتطلب التكامل من الأراضي الزراعية والغطاء النباتي الطبيعي والمسطحات المائية.
علم بيئة المناظر الطبيعية
علم بيئة المناظر الطبيعية، هو العلم المعني بدراسة وتطوير العلاقات بين العمليات البيئية في البيئة وأنظمة بيئية معينة. يتم الأمر من خلال العديد من مقاييس ونماذج التطوير المكاني ومستويات منظمة من البحوث والسياسة. يدمج علم بيئة المناظر الطبيعية بصفته حقلاً متعدد الاختصاصات بين علوم الأنظمة والنهج التحليلية والفيزيائية الحيوية مع منظورات إنسانية وشمولية للعلوم الطبيعية والاجتماعية. المناظر الطبيعية هي مناطق جغرافية مختلفة مكانياً وتتسم بوجود أنظمة بيئية أو رقعات تفاعلية تمتد من الأنظمة المائية والأرضية الطبيعية نسبياً، كالأراضي العشبية والغابات والبحيرات، إلى البيئات التي يسيطر عليها البشر كالمناطق المدنية والزراعية. من أبرز سمات علم بيئة المناظر الطبيعية هو تركيزه على العلاقات بين النموذج والعملية والمقياس وتركيزه على مسائل واسعة متعلقة بالبيئة وعلم البيئة، ما يحتم الاقتران بين العلوم الاقتصادية الاجتماعية والفيزيائية الحيوية. تشمل مواضيع البحث الأساسية لعلم بيئة المناظر الطبيعية كلاً من التدفقات البيئية للمناظر البيئية المتنوعة، استخدام الأرض وتغير تغطيتها، القياس، تحليل نماذج المناظر البيئية المتعلقة بالعمليات البيئية، والحفاظ على المناظر الطبيعية والاستدامة.

## الشرح
التغاير هو قياس اختلاف أجزاء المنظر الطبيعي عن بعضها البعض. ينظر علم بيئة المناظر الطبيعية إلى طريقة تأثير البنية المكانية على وفرة الأحياء في مستوى المنظر الطبيعي، بالإضافة إلى سلوك ووظيفة المنظر الطبيعي ككل. ويشمل ذلك دراسة تأثير الأنماط أو الترتيب الداخلي للمنظر الطبيعي في العملية أو العمل المستمر لوظائف الأحياء. يتضمن علم بيئة المناظر الطبيعية أيضاً علم تشكل الأرض في تطبيقه على تصميم وهندسة المناظر الطبيعية. علم تشكل الأرض هو دراسة الأشكال الجغرافية في مسؤوليتها عن تشكيل بنية المنظر الطبيعي.

## العلاقة مع النظرية الإيكولوجية
قد تكون بعض برامج أبحاث النظرية الإيكولوجية للمناظر الطبيعية، وخاصة الموجودة في التقليد الأوروبي، خارج المجال الكلاسيكي المفضل للضوابط العلمية بسبب المجالات الدراسية الكبيرة والمختلفة، لكن النظرية الإيكولوجية العامة تعتبر مركزية بالنسبة للنظرية الإيكولوجية للمناظر الطبيعية في نواحٍ عدة. يتألف علم بيئة المناظر الطبيعية من أربعة مبادئ رئيسية: تطوير وديناميكية الاختلاف المكاني، التفاعلات والتبادلات عبر المناظر الطبيعية المختلفة، تأثيرات الاختلاف المكاني على العمليات الأحيائية وغير الأحيائية، وإدارة الاختلاف المكاني. الفارق الرئيس عن الدراسات الإيكولوجية التقليدية، والتي تفترض بشكل متكرر أن الأنظمة متجانسة مكانياً، هو أخذ النماذج المكانية بالحسبان.

## النظرية
تشدد النظرية الإيكولوجية للمناظر الطبيعية على دور تأثير الإنسان على بنية المناظر الطبيعية ووظائفها. وتقترح طرقاً لاسترجاع المناظر الطبيعية المتضررة. يشير علم بيئة المناظر الطبيعية إلى البشر بصفتهم كيانات قادرة على التسبب بتغيرات وظيفية في المنظر الطبيعي. وتشمل النظرية الإيكولوجية للمناظر الطبيعية مبدأ ثبات المناظر الطبيعية والذي يؤكد على مبدأ الاختلاف البنيوي للمناظر الطبيعية في تطوير المناعة ضد القلاقل، والتعافي منها، وتعزيز الثبات الكلي للنظام. يعد هذا المبدأ مساهمة للنظريات الإيكولوجية العامة والتي تشدد على أهمية العلاقات بين المكونات العديدة للمنظر الطبيعي. تساعد سلامة المنظر الطبيعي في تأمين المناعة ضد التهديدات الخارجية التي تشمل التطور وتغير الأرض إثر الأنشطة البشرية. تضمّن تحليل تغير استخدام الأرض مقاربة جغرافية قوية أدت بدورها إلى قبول فكرة الخواص متعددة الوظائف للمناظر الطبيعية. تعتبر النظرية الهرمية مهمة ومناسبة وتشير إلى كيفية عمل أنظمة العناصر الوظيفية المنفصلة عندما يتم ربطها على مقياسين أو أكثر. وعلى سبيل المثال، قد يكون المنظر الطبيعي للغابة مؤلفًا بطريقة هرمية من أحواض، وهذه الأحواض مؤلفة من أنظمة بيئية محلية، وبدورها مؤلفة من أشجار فردية وفراغات. شددت التطويرات النظرية الحديثة لعلم بيئة المناظر الطبيعية على العلاقة بين النموذج والعملية، بالإضافة إلى تأثير تغيرات المقياس المكاني على احتمالية استنباط المعلومات من المقاييس. تقترح دراسات عديدة أن للمنظر الطبيعي عتبات حساسة تظهر عندها العمليات البيئية تغيرات ملحوظة، كالتغير الكامل للمنظر الطبيعي بسبب الأنواع الغازية نظراً للتغيرات الصغيرة في سمات درجات حرارة المنظر الطبيعي، وذلك إثر حاجات المسكن لتلك الأنواع الدخيلة.

## التطبيقات

### اتجاهات البحث
توضح التطورات في علم بيئة النظام أهمية العلاقات بين النماذج المكانية والعمليات الإيكولوجية. تشتمل هذه التطورات على طرق كمومية تربط النماذج المكانية والعمليات الإيكولوجية على مقاييس زمانية ومكانية واسعة. إن هذا الارتباط في الزمان والمكان والتغير البيئي من شأنه أن يساعد المدراء في تطبيق خطط لحل المشكلات البيئية. وفي السنوات الأخيرة تزايد الاهتمام بالديناميكيات المكانية، الأمر الذي أكد على الحاجة إلى طرق كمومية جديدة قادرة على تحليل النماذج، وتحديد أهمية العملية المكانية الواضحة، وتطوير نماذج موثوقة. تستخدم تقنيات التحليل متعدد الاختلافات بشكل متكرر لدراسة مستوى المنظر الطبيعي من النماذج النباتية. تستخدم الدراسات تقنيات إحصائية مثل تحليل المجموعة وتحليل التوافق الكنسي أو تحليل التوافق المتذبذب لتصنيف الأحياء النباتية. تحليل التدرج هو طريقة أخرى لتحديد البنية النباتية في المنظر الطبيعي للمساعدة في تحديد أماكن الأراضي الرطبة المهمة للمحافظة عليها أو لأسباب تخفيفية (تشوسن وبورنر 2002).
التغير المناخي، هو أيضاً من المكونات المهمة التي تلعب دوراً رئيساً في الأبحاث الحالية على علم بيئة المناظر الطبيعية. قد تكون المناطق البيئية الانتقالية كوحدة أساسية في دراسة المناظر الطبيعية ذات أهمية للإدارة في ظل سيناريوهات التغير المناخي، بما أن تأثيرات التغير على الأرجح تُرى أولاً في المناطق البيئية الانتقالية بسبب الطبيعة غير الثابتة للموائل الهامشية. درس البحث في المناطق الجنوبية العمليات الإيكولوجية للمناظر الطبيعية، كتراكم الثلوج والذوبان، وعملية التجمد والذوبان والترشح وتغير رطوبة التربة وأنظمة درجات الحرارة عبر القياسات طويلة الأمد في النرويج.
تحلل الدراسة التدرجات في المساحة والزمن بين الأنظمة البيئية في الجبال المركزية العالية لتحديد العلاقات بين نماذج توزيع الحيوانات في بيئاتها. وبالنظر إلى أماكن عيش الحيوانات وكيفية تغير الحياة النباتية مع مرور الوقت، قد نحصل على رؤية لتغيرات الثلج والجليد خلال فترات طويلة من الوقت عبر المناظر الطبيعية ككل.
تشير دراسات مقياس المنظر الطبيعي الأخرى إلى أن تأثير البشر، على الأرجح، هو المحدد الأساسي  لنمط المنظر الطبيعي لمعظم الكرة الأرضية. وقد تصبح المناظر الطبيعية بدائل لمقاييس التنوع الحيوي لأن كمية الحيوانات والنباتات تختلف بين العينات المأخوذة من ضمن فئات مختلفة للمناظر الطبيعية. يمكن أن تتسرب الأنواع أو الفصائل المختلفة من موئل إلى آخر، ما يؤثر على علم بيئة المناظر الطبيعية. ومع استمرار التوسع في الممارسات البشرية لاستخدام الأرض وازدياد حواشي المناظر الطبيعية، توضح آثار هذا التسرب عبر الأطراف ضرورة المحافظة عليها على مستوى المناظر الطبيعة والمستويات المحلية.

### نمذجة تغير الأرض
نمذجة تغير الأرض هو تطبيق لعلم بيئة المناظر الطبيعية، صُمم للتنبؤ بالتغيرات المستقبلية في استخدام الأرض. تستخدم نماذج تغير الأرض في التخطيط المدني، الجغرافيا، نظم معلومات الجغرافيا، والضوابط الأخرى للحصول على صورة واضحة عن وضع المنظر الطبيعي. في السنوات الأخيرة، تغير معظم سطح الأرض بشكل كبير، سواء كان الأمر بسبب التصحر أم بسبب توسع المناطق المدنية.